# Deng Xiaoping
Pour les articles homonymes, voir Deng.
Dans ce nom chinois, le nom de famille, Deng, précède le nom personnel.
Deng Xiaoping (chinois traditionnel : 鄧小平 ; chinois simplifié : 邓小平 ; pinyin : Dèng Xiǎopíng [tɤŋ ɕjɑʊ pʰiŋ] ), né le 22 août 1904 à Guang'an et mort le 19 février 1997 à Pékin, est un homme d’État chinois. Il est Président de la Commission militaire centrale du Parti communiste chinois (PCC) de juin 1981 à novembre 1989 et officieusement le numéro un de la république populaire de Chine de décembre 1978 (date du IIIe plénum du XIe Comité central du PCC qui consacre la victoire de sa ligne) à juin 1989 (IVe plénum du XIIIe Congrès, qui consacre la victoire de Jiang Zemin comme secrétaire général du parti). Deng Xiaoping est généralement considéré comme étant à l’origine du développement économique de la Chine actuelle. Il est largement connu comme « l'architecte en chef de la réforme et ouverture »,.
Né dans une famille de fermiers à Guang'an dans le Sichuan, Deng étudie, adolescent en France dans les années 1920 où il est influencé par le marxisme. Il rejoint le Parti communiste chinois en 1923. Au cours des années 1930, il a participé à la « Longue Marche ». Après la fondation de la république populaire de Chine en 1949, Deng a travaillé au Tibet ainsi que dans le Sud-Ouest de la Chine pour consolider le contrôle communiste. Deng était l'un des dirigeants les plus importants de la Chine à l'époque de Mao Zedong. Il a joué un rôle important dans la « Campagne anti-droitiste » et la reconstruction économique après le « Grand Bond en avant ». Cependant, il a été purgé deux fois par Mao pendant la révolution culturelle.
Deng Xiaoping est devenu le leader de la Chine en décembre 1978. À la fin des années 1970, il a lancé le programme « Boluan Fanzheng » qui tentait de corriger les erreurs de la révolution culturelle. Il a lancé la réforme économique chinoise en 1978. Au début de 1979, Deng a commencé une guerre d'un mois avec le Vietnam. En août 1980, il démarre les réformes politiques de la Chine en fixant des limites de mandat pour les « hauts dirigeants » et en proposant une révision systématique de la Constitution chinoise (la Constitution de 1978) ; la nouvelle Constitution incarnait le constitutionnalisme à la chinoise et a été adoptée par l'Assemblée nationale populaire en décembre 1982,. En 1989, Deng a joué un rôle controversé dans la répression des manifestations de la place Tian'anmen. En 1992, l'« inspection du sud de Deng Xiaoping » a repris le programme « réforme et ouverture »,,.
Quoique retiré ensuite des affaires, il demeura un référent pour le régime jusqu'à son décès en février 1997, juste avant la rétrocession de Hong Kong à la Chine. Deng Xiaoping a été nommé « Personne de l'année » à deux reprises par Time Magazine en 1978 et 1985,. Sa théorie du « socialisme aux caractéristiques chinoises » a été inscrite dans la Constitution chinoise en 1999,.

## Enfance et jeunesse

### Enfance au Sichuan
Deng Xiaoping (dont le nom signifierait « petit, plat, égal ») est né sous le nom de Deng Xixian, le 22 août 1904, dans le village de Paifang, district de Guang'an, dans la province du Sichuan, à environ 160 km au nord de Chongqing. Sa famille d’origine hakka est depuis de nombreuses générations implantée dans le Sichuan. Certains ancêtres de Deng ont même été localisés au Xian de Mei.
Son père, Deng Wenming, propriétaire terrien de moyenne importance, a étudié à l’université de droit et de science politique de Chengdu. Sa mère, qui se nomme Dan, meurt en 1926, laissant derrière elle Deng Xiaoping, ses deux frères et ses deux sœurs. Son père se remarie deux fois et a un garçon et trois filles de plus.
À l’âge de cinq ans, le petit Deng commence son éducation selon les principes confucéens, avant de rejoindre une école primaire à sept ans et enfin l’école secondaire de Guang'an.
En 1919, Wu Yuzhang, responsable à Chongqing du mouvement Travail-Études qui envoie des jeunes Chinois étudier en France, le repère et l’intègre dans le programme, avec son oncle Deng Shaosheng de trois ans son aîné.
Après une année d’apprentissage du français, Deng Xiaoping rejoint Shanghai pour embarquer sur le paquebot André Lebon, le cadet de 84 étudiants-ouvriers.

### Jeunesse en France

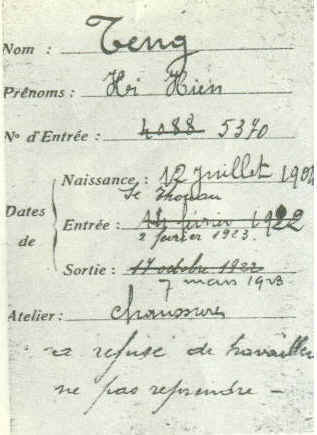
Fiche personnelle de Deng Xiaoping à l’usine Hutchinson.

Deng débarque en France le 19 octobre 1920, à Marseille, avant de rejoindre Paris en train. Il est fortement soutenu dans cette démarche par son père qui lui confie comme mission d’apprendre de l’Occident pour sauver la Chine en prise à d’importants troubles.
D’autres dirigeants chinois comme Zhou Enlai, Chen Yi, Cai Hesen, Li Lisan, Zhao Shiyan, Li Weihan profitèrent de ces études à l’étranger.
Jusqu’en 1927, 4 000 jeunes Chinois s’expatrient ainsi pour étudier et travailler en France.
Dans un premier temps, la Société d’Éducation Franco-Chinoise (SEFC), qui soutient les étudiants chinois en France, place Deng au collège Alain Chartier de Bayeux. Deng arrive à Bayeux le 22 octobre 1920 et y reste jusqu'à fin mars 1921.
Malheureusement, au bout de quelques mois, la SEFC n’est plus en mesure de soutenir financièrement les étudiants chinois à cause d’une importante augmentation du coût de la vie.
Au printemps 1921, il est domicilié à la Société d'Education Franco-Chinoise, 39 rue de la Pointe (aujourd'hui rue Médéric) à La Garenne-Colombes.
Les migrants chinois n’ont d’autre choix que de travailler pour subvenir à leurs besoins.
Deng travaille aux laminoirs de l’usine Schneider du Creusot durant 3 semaines en avril 1921 puis à la maison Chambrelent éventailliste à Paris et à la fabrique de galoches Hutchinson, à Châlette-sur-Loing, à partir du 13 février 1922 sous le nom de « Teng Hi Hien », près de Montargis, où se trouve alors une importante diaspora chinoise. Du fait de sa petite taille (1,48 m), Deng y effectue un travail habituellement destiné aux femmes : la fabrication de semelles de chaussures,.
En novembre 1922, Deng annonce partir au collège de Châtillon-sur-Seine.
Il retourne chez Hutchinson le 1er février 1923, d’où il est renvoyé un mois plus tard, probablement victime de sa personnalité contestataire naissante. Un contremaître indique comme motif de licenciement : « A refusé de travailler. Ne pas reprendre »,.
En juillet 1925, il habite Billancourt.
Il travaille ensuite comme assembleur à l’usine Renault de Billancourt en novembre-décembre 1925, puis à l’usine Kléber à Colombes.
Le 15 novembre 1925, il participe à une réunion politique du Kuomintang  à la Bellevilloise à Paris.
Il échappe à une descente de la police française le 8 janvier 1926, 3 rue Castéja à Billancourt ayant fui pour l'Union soviétique la veille.

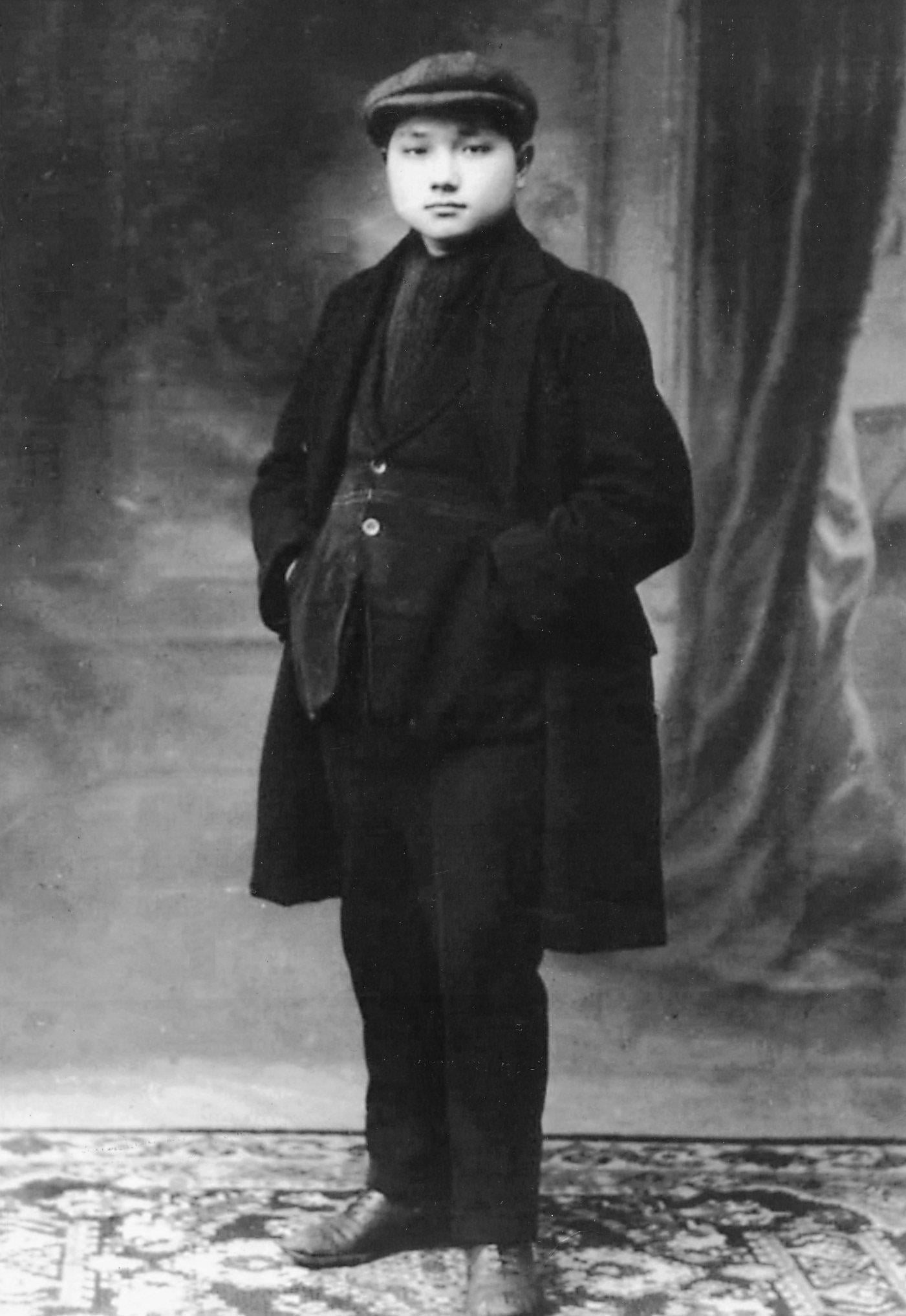
Deng Xiaoping étudiant en France.

Dans le cadre de son activité professionnelle, Deng Xiaoping découvre le marxisme dont les idées (étudiées en exil à l'étranger car proscrites dans l'Empire du Milieu) n'ont pas encore pénétré profondément la Chine.
Deng devient alors communiste et un fervent opposant au système capitaliste.
Nouant des contacts avec d’autres migrants chinois, il rencontre Zhou Enlai, avec qui il partage notamment une chambre dans un hôtel, aujourd’hui détruit, situé no 17 rue Godefroy, près de la place d’Italie à Paris,.
Zhou Enlai est le fondateur du Parti communiste chinois avec Chen Duxiu et Li Dazhao, avec l’aide de l’Union soviétique en 1921.
Deng les rejoint en adhérant au parti en 1923, devenant un des chefs du mouvement de la jeunesse communiste chinoise en Europe.
Adolescent, à Paris, Deng apprend à fabriquer une feuille d’informations pour la section locale de la Ligue de la jeunesse communiste chinoise, gravant les caractères sur une feuille paraffinée à l’aide d’un stylet et imprimant les exemplaires à l’encre de Chine noire, confectionnée à partir de suie et d’huile d’abrasin. Sa réputation de journaliste lui étant restée, il sera plus tard rédacteur en chef du journal de l’Armée de libération pendant la période de la Longue marche.
Au cours de ces années en Europe, il commence à écrire des articles dans un magazine, Jeunesse, rebaptisé par la suite Lumière rouge, publié par les communistes chinois en France. Ses premiers écrits révèlent une idéologie radicale, qui voit en la révolution communiste la seule solution à la résolution des problèmes de la Chine.

### Jeunesse en Union soviétique
En janvier 1926, Deng se rend à Moscou, où il passe onze mois à étudier avec d’autres communistes chinois, d’abord à l’université communiste des travailleurs de l’Est, qui vise à former des jeunes d’Asie orientale, avant de rejoindre l’université Sun Yat-sen, également orientée vers l’Asie. Là, Deng passe un an à étudier les principes du marxisme-léninisme.
Parmi ses camarades de classe, il rencontre Chiang Ching-kuo, le fils de Tchang Kaï-chek, le chef du Kuomintang, parti nationaliste chinois.

### Retour en Chine
À la fin de l’année 1926, Deng Xiaoping rentre en Chine. Il rejoint l’armée de Feng Yuxiang, un chef militaire dans le Nord-Ouest de la Chine, qui a demandé l’assistance de l’Union soviétique dans sa lutte contre d’autres dirigeants locaux du Nord de la Chine. À cette époque, l’Union soviétique, par l’intermédiaire de l’Internationale communiste (ou Komintern), une organisation internationale qui soutient les mouvements communistes dans le monde, soutient l’alliance entre les communistes chinois et les nationalistes du Kuomintang (KMT), parti fondé par Sun Yat-sen. Quoique n’étant pas communistes, ces derniers, fondateurs de la première république de Chine en 1912, ne semblent pas éloignés du socialisme.
En mars 1927, Deng Xiaoping rejoint Xi’an, le fief de Feng Yuxiang, pour faire partie de son armée et briser l'alliance entre le KMT et les communistes. Cette rupture est provoquée par[Quoi ?] Tchang Kaï-chek, le successeur de Sun Yat-sen qui commence une persécution des communistes, les forçant à quitter les zones contrôlées par le KMT. Au cours de cette année, Tchang Kaï-chek est renforcé dans sa position de chef du KMT et contrôle une grande partie de la Chine méridionale et orientale. Il établit la capitale de la République de Chine à Nankin. À la suite de l’éclatement de l’alliance, Feng Yuxiang décide de rejoindre les rangs de Tchang Kaï-chek et les communistes qui font partie de son armée, tels que Deng Xiaoping, sont obligés de fuir.

## L’ascension vers le pouvoir

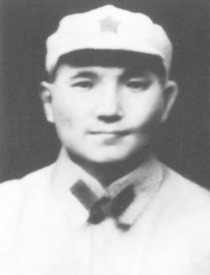
Deng Xiaoping en 1929.

### Activisme politique à Wuhan et Shanghai
Après avoir quitté l’armée de Feng Yuxiang, Deng atterrit dans la ville de Wuhan, où les communistes ont leur siège. À cette époque, il commence à utiliser le surnom de « Xiaoping » et occupe des postes importants dans l’appareil du parti. Il participe à la session d’urgence historique le 7 août 1927, au cours de laquelle, par l’initiative soviétique, est évincé le fondateur du parti, Chen Duxiu. Qu Qiubai devient le secrétaire général du Parti communiste chinois. À Wuhan, Deng fait pour la première fois connaissance avec Mao Zedong, qui est alors peu apprécié des dirigeants du parti et des militants pro-soviétiques.
Entre 1927 et 1929, Deng Xiaoping vit à Shanghai, où il aide à organiser des manifestations clandestines durement réprimées par les autorités du Kuomintang. La mort de nombreux militants communistes dans ces années conduit à une diminution du nombre de membres du Parti communiste chinois, permettant ainsi à Deng Xiaoping de monter rapidement dans la hiérarchie de celui-ci. Au cours de cette étape à Shanghai, Deng épouse une jeune fille qu’il avait rencontrée à Moscou, Zhang Xiyuan.

### Campagne militaire dans le Guangxi
À partir de 1929, il participe à la lutte contre le Kuomintang, dans la province du Guangxi. La supériorité des forces de Tchang Kaï-chek entraîne un nombre énorme de victimes parmi les rangs communistes. La stratégie de la direction du parti est un échec qui a tué de nombreux militants. C’est à ce moment que se produit l’un des épisodes les plus confus du parcours de Deng Xiaoping : en mars 1931, il quitte l’armée communiste avant de réapparaître quelque temps plus tard à Shanghaï. La biographie officielle dit qu'il aurait été chargé par ses supérieurs de s’éloigner de la zone de combat et de rejoindre Shanghaï, où se trouvaient des dirigeants du Parti communiste clandestin. On ne peut pas exclure, en tout cas, que Deng ait pu déserter à cette époque. Cet épisode obscur de sa biographie sera utilisé contre lui pendant la Révolution culturelle.

### Retour à Shanghaï et transfert au Jiangxi soviétique
De retour à Shanghaï, Deng apprend la mort tragique de sa femme et de sa fille nouvellement née. En outre, il constate que de trop nombreux de ses anciens camarades sont morts à la suite de la répression du mouvement anti-Kuomintang.
Les campagnes contre les communistes dans les grandes villes ont été un revers pour le parti et en particulier pour la ligne préconisée par les conseillers du Komintern soviétique, qui voyaient dans la mobilisation du prolétariat urbain la bonne stratégie pour la promotion du communisme. Face à cette vision urbaine de la révolution et de l’expérience soviétique, le dirigeant communiste Mao Zedong, originaire du monde rural, s’installe à la campagne, dans une zone montagneuse de la province de Jiangxi. Il parvient à y établir un système communiste, embryon d’un futur État chinois sous l’égide du Parti communiste. Ce système adopte le nom officiel de « République soviétique chinoise », mais est souvent appelé simplement « Jiangxi soviétique ».
Dans l’une des plus grandes villes de la région soviétique, Ruijin, Deng Xiaoping prend ses fonctions de secrétaire du Comité du Parti pendant l’été 1931. Un an plus tard, à l’hiver 1932, il est promu à la même position dans le xian voisin de Huichang. En 1933, il devient directeur du département de la propagande du comité provincial du parti dans le Jiangxi. À cette époque, il se marie une seconde fois avec une fille nommée Jin Weiying (zh), qui habite à Shanghaï.
Le succès du Jiangxi soviétique pousse les chefs du parti à venir dans le Jiangxi depuis Shanghaï. L'opposition entre les idées de Mao et celles des dirigeants du parti et de leurs conseillers soviétiques est de plus en plus forte. La lutte de pouvoir entre les deux factions mène à la destitution de Deng de son poste au département de la propagande, car il est apparenté aux idées de Mao.
En dépit des luttes internes au sein du parti, le Jiangxi soviétique est devenu la première expérience réussie de régime communiste en Chine rurale. La région émet même ses propres timbres et billets de banque, à en-tête de la République soviétique de Chine. Face à la montée de ce danger, l’armée de Tchang Kaï-chek décide d’attaquer la zone communiste.

### La Longue Marche

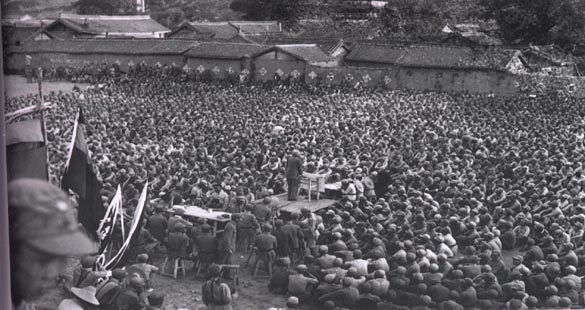
Un dirigeant communiste parle aux survivants de la longue marche.

Encerclés par l’armée de la république de Chine, beaucoup plus puissante que les forces communistes, les communistes sont contraints de fuir le Jiangxi en octobre 1934. Ainsi commence le périple de l’Armée rouge chinoise à travers l’intérieur de la Chine, plus connu sous le nom de Longue Marche.
La Longue Marche est devenue un événement mythique dans l’histoire du communisme chinois. La fuite du Jiangxi est difficile, car l’armée de la république de Chine a pris des positions sur toute la zone communiste. Progressant dans des régions isolées et montagneuses, environ 100 000 hommes (et quelques femmes) réussissent à s’échapper du Jiangxi et partent sous le commandement de Mao pour un voyage de près de 12 000 km à travers la Chine intérieure. Ce périple prend fin un an plus tard dans la province septentrionale du Shaanxi où arriveront seulement autour de 10 000 hommes.
Depuis la Conférence de Zunyi, au début de la Longue Marche, Mao Zedong est devenu le nouveau chef du Parti communiste chinois, chassant du pouvoir, à la consternation de l’Union soviétique, les vingt-huit bolcheviks menés par Bo Gu et Wang Ming. La ligne pro-soviétique du Parti communiste chinois prend fin et un nouveau parti d’inspiration rurale émerge sous la direction de Mao. Deng Xiaoping devient une figure de premier plan dans le parti qui, à partir de l’extrémité nord de la Chine, engage la guerre civile contre le Kuomintang.
L'affrontement entre les deux partis chinois est toutefois perturbée par l’invasion japonaise, forçant le Kuomintang à former une alliance, pour la deuxième fois, avec les communistes afin de défendre l’intégrité nationale contre l’agression extérieure.

### L’invasion japonaise
L’invasion des troupes japonaises en 1937 marque le début de la guerre sino-japonaise. Pendant l’invasion, Deng Xiaoping reste dans la zone contrôlée par les communistes, à savoir dans le Nord de la Chine. Il y assume le rôle de commissaire politique des trois divisions qui ont restructuré l’armée communiste.
Deng reste sur le front pendant la plus grande part de la guerre contre les Japonais, dans la zone limitrophe des provinces du Shanxi, du Henan et du Hebei. Il voyage également plusieurs fois à la ville de Yan’an, où Mao fonde les bases d’une direction du Parti communiste. Dans l’un de ses voyages à Yan’an, en 1939, il se marie pour la troisième et dernière fois de sa vie avec Zhuo Lin (1916-2009), une jeune femme originaire de Kunming, qui, comme d’autres jeunes idéalistes de l’époque, s’est rendue à Yan’an pour rejoindre les communistes. Le couple a cinq enfants : trois filles (Deng Lin, Deng Nan et Deng Rong), et deux fils (Deng Pufang et Deng Zhifang).

### Reprise de la guerre contre le Kuomintang
Après la défaite du Japon dans la Seconde Guerre mondiale, Deng Xiaoping se rend à Chongqing, la ville dans laquelle Tchang Kaï-chek a établi son gouvernement au cours de l’invasion japonaise, pour participer aux pourparlers de paix entre le Kuomintang et le Parti communiste. Les résultats de ces discussions sont négatifs et l'affrontement militaire entre les deux partis antagonistes reprend peu de temps après la réunion à Chongqing.
Tout en réorganisant le gouvernement de Tchang Kaï-chek à Nankin, la capitale de la république de Chine, les communistes se battent pour contrôler le terrain. À la suite d’une tactique de guérilla partant de leurs positions dans les zones rurales vers les villes sous le contrôle du gouvernement de Tchang et leurs lignes de ravitaillement, les communistes augmentent le territoire sous leur contrôle, intégrant ainsi de plus en plus de soldats issus des déserteurs de l’armée nationaliste.
Dans cette phase finale de la guerre contre l’armée de la république de Chine, Deng Xiaoping exerce un rôle clé en tant que chef politique et de la propagande. Commissaire politique de la division de l’armée communiste commandée par Liu Bocheng, il participe à diffuser les idées de Mao Zedong. On retient son travail dans le domaine politique et idéologique avec son statut de vétéran de la Longue Marche, qui le place dans une position privilégiée au sein du parti pour occuper des postes de pouvoir après que le Parti communiste a réussi à vaincre enfin Tchang Kaï-chek et de fonder un nouvel État communiste : la république populaire de Chine (RPC).

## Carrière politique sous le régime maoïste

### Retour à Chongqing
Le 1er octobre 1949, Deng Xiaoping assiste à Pékin à la proclamation de la nouvelle république populaire de Chine. À cette époque, le Parti communiste contrôle l’ensemble du Nord de la Chine, mais il reste des contrées du Sud tenues par le régime du Kuomintang. Deng Xiaoping a obtenu la responsabilité de diriger la conquête (ou la « libération » dans la langue communément utilisée en Chine) du Sud de la Chine, en sa qualité de premier secrétaire du Département du Sud-Ouest. Cet organe a pour tâche de gérer la prise de contrôle final de cette partie du pays où, d’une part, de vastes zones sont encore détenues par le Kuomintang, alors que d’autre part, la plupart du Tibet est de facto indépendant depuis de nombreuses années.
Le gouvernement du Kuomintang, après avoir été forcé de quitter d’abord Nankin puis Canton, a de nouveau établi la capitale provisoire à Chongqing, comme au temps de l’invasion japonaise. Là, Tchang Kaï-chek et son fils Chiang Ching-kuo, ancien camarade de classe de Deng Xiaoping à Moscou, luttent pour arrêter l’avancée communiste.
Sous le contrôle politique de Deng Xiaoping, l’armée communiste conquiert Chongqing au début du mois de décembre 1949 et intervient quelques jours après triomphalement à Chengdu, le dernier territoire de pouvoir de Tchang Kaï-chek. À partir de ce moment, Deng devient maire de Chongqing, en plus d’être le chef du Parti communiste dans le Sud-Ouest, où peu à peu l’armée populaire de libération, en termine avec les dernières résistances des fidèles à l’ancien régime du Kuomintang. En 1950, le nouvel État chinois prend le contrôle du Tibet, qui devient une région autonome de Chine.
Deng Xiaoping passe trois ans à Chongqing, la ville où il avait étudié dans son adolescence avant d’aller en France. En 1952, il s’installe à Pékin, où il occupe différentes positions au sein du gouvernement central.

### Ascension politique à Pékin
En juillet 1952, Deng arrive à Pékin pour assumer les postes de vice-Premier ministre et vice-président de la Commission des Finances. Peu de temps après, il occupe les postes de ministre des Finances et directeur du bureau des communications. En 1954, il abandonne toutes ces charges, à l’exception de celle de vice-Premier ministre, pour devenir secrétaire général du Comité central du Parti communiste chinois, directeur du Département de l’organisation et vice-président de la Commission de la défense nationale.
En 1955, après la cinquième session plénière du Comité central du Parti communiste chinois, il rejoint le Politburo. L’année suivante, en 1956, après le huitième Congrès national du parti et après la session plénière du Comité central, il rejoint le Comité permanent du bureau, qui regroupe les principaux dirigeants de la république populaire de Chine (au sein du 8e Politburo).
Fidèle à Mao, il dirige avec brutalité, en 1957, la purge du PCC pendant la campagne anti-droitiste. Cette campagne est une volte-face après celle des Cent Fleurs, en 1956, pendant laquelle les intellectuels ont été incités à formuler leur mécontentement envers l’administration du PCC.
À l’origine, le but de la campagne des Cent Fleurs, du moins officiellement, était d’améliorer le système communiste chinois en tentant de répondre aux attentes et aux frustrations des intellectuels, dont Mao se méfie. Au contraire, et peut-être en raison de la virulence des critiques, Mao se servira de la campagne des Cent Fleurs pour dénoncer la dérive droitière des opposants au Régime. Sous l’autorité de Deng, plus d’un million de Chinois sont arrêtés et contraints de formuler leur autocritique. La plupart du temps, ils sont envoyés en campagne dans des camps de travail, les « laogai » pour leur « rééducation ».
Il occupe également le poste de secrétaire général du Comité central, l’un des postes les plus élevés dans la hiérarchie complexe du pouvoir de l’État, un poste dans lequel il s’embourbe pendant les dix années suivantes jusqu’en 1966. Pendant ce temps, Deng fait un travail très important dans l’organisation de l’État. Il devient pratiquement le bras droit du président Liu Shaoqi.
Liu et Deng ont soutenu Mao Zedong dans les campagnes de masse des années 1950, dans laquelle ils attaquaient les bourgeois et les capitalistes, afin de promouvoir la loyauté idéologique du projet communiste. Toutefois, l’échec économique du Grand Bond en avant provoque la critique de la capacité de gestion économique de Mao. Peng Dehuai, le dirigeant communiste, critique ouvertement Mao. Liu Shaoqi et Deng Xiaoping, bien plus prudents, commencent à prendre les rênes de la politique économique, laissant Mao dans un rôle symbolique comme référent idéologique. Mao accepte de céder la présidence de la république populaire à Liu Shaoqi, tout en conservant ses fonctions de chef du parti et de l’armée.
En 1963, Deng se rend à Moscou pour conduire la délégation chinoise à rencontrer le successeur de Staline, Nikita Khrouchtchev. Les relations entre la république populaire de Chine et l’Union soviétique se sont détériorées depuis la mort de Staline. Après cette rencontre qui n’aboutit à aucun accord, la rupture sino-soviétique est consommée. Les deux grands régimes communistes dans le monde suspendent donc toute relation.
Pendant ces années, le président de la république populaire Liu Shaoqi et Deng Xiaoping commencent à mettre en œuvre des réformes économiques visant à inverser la politique du Grand Bond en avant, en mettant notamment un coup d’arrêt à la collectivisation des terres. Cette situation pousse Mao à prendre des mesures pour reprendre le contrôle de l’État. Faisant appel à leur esprit révolutionnaire, Mao lance la Révolution culturelle, qui encourage les masses à éliminer les droitistes capitalistes qui ont infiltré l’aile du parti, dont Liu et Deng.

### La Révolution culturelle

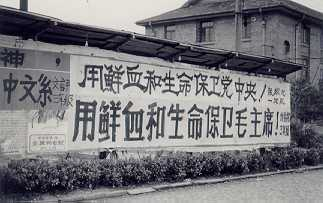
Slogans de la Révolution culturelle sur le campus de l’université Fudan, à Shanghai, au printemps 1976.

La Grande révolution culturelle prolétarienne est un mouvement de masse encouragé par Mao Zedong lui-même en utilisant un langage révolutionnaire et en s’appuyant sur des partenaires fidèles tels que Lin Biao, qui encourage les masses à garder l’esprit révolutionnaire coûte que coûte. Il s’agit d'après la propagande officielle d’empêcher que, dans les moments de faiblesse de la révolution, la droite et des capitalistes infiltrés puissent conduire à des politiques contraires à l’idéologie réelle du parti.
En lançant la Révolution culturelle, Mao Zedong tente de retrouver son autorité, qui a été écornée après l’échec économique du Grand Bond en avant. Face à Deng et Liu, qui tentent de le sevrer des tâches courantes du gouvernement, Mao mobilise les jeunes et les incite à attaquer ceux qui ne sont pas fidèles à sa direction. À cette époque, apparaissent une grande quantité d’affiches condamnant Liu Shaoqi et Deng Xiaoping comme étant capitalistes et de droite. Dans le même temps, le culte de la personnalité de Mao, promu par Lin Biao, atteint son paroxysme.
En 1968, Deng et sa femme Zhuo Lin sont placés en résidence surveillée à Pékin. En octobre de cette année, le VIIIe Congrès du Parti communiste dépouille Deng de toutes ses fonctions et en 1969, il est envoyé à la province du Jiangxi où il travaille, avec sa femme, dans un magasin de tracteurs. Il consacre son temps libre à l’écriture. Deng doit subir des humiliations publiques. Son fils, à cette époque, soumis à des humiliations et à des sévices physiques administrés par les gardes rouges, choisit de se défenestrer à l’université de Pékin et restera paralysé. Si Deng est exclu du PCC, les épreuves qu’il subit ne sont pas du même ordre que le sort qu’on réserve à Liu Shaoqi ou Peng Dehuai. Arrêtés, ces derniers meurent en prison. Lorsque Deng reprendra le pouvoir, ils seront réhabilités.
Le tournant dans la situation de Deng survient après la mort de Lin Biao, successeur désigné de Mao. Deng Xiaoping commence à communiquer avec le personnel qui est resté à Pékin, où la situation semble se calmer. En août 1972, il envoie à Mao une lettre d’excuses pour ses actions contre-révolutionnaires. Cette attitude lui permet d’être réintégré en février 1973. On lui ordonne de revenir à Pékin, où une fois de plus il rejoint la même année la direction du parti.

### Sa réhabilitation et la mort de Mao
Bien que Deng Xiaoping ait recouvré une position officielle, le 20 mars 1973, son rôle n’a pas l’importance qu’il avait auparavant. Ses travaux portent principalement sur les affaires étrangères, alors que Mao et la bande des Quatre contrôlent fermement la politique intérieure.
Après la mort de Lin Biao, Deng Xiaoping, désormais réhabilité, se porte candidat pour succéder à Mao Zedong. Cependant, Mao a déjà choisi comme successeur un membre peu connu du Parti, Hua Guofeng.
Le Premier ministre Zhou Enlai qui est atteint d’un cancer, délègue progressivement ses pouvoirs à Deng. En janvier 1975, Deng devient secrétaire permanent du Politburo, vice-président du Parti et vice-Premier ministre, et chef d’état major de l’Armée populaire de libération. Mais le 8 janvier 1976, Zhou Enlai meurt. La bande des Quatre lance alors de sévères critiques contre le défunt. Mais à l’occasion de la fête des morts (Qingming), des manifestations violentes éclatent sur la place Tian’anmen en soutien à Zhou. On fait porter la responsabilité de ces manifestations à Deng Xiaoping, qui se réfugie alors dans le Guangdong, dépouillé de ses fonctions.
Deng Xiaoping ainsi écarté du pouvoir, Hua Guofeng assume la responsabilité, en tant que successeur de Mao, du maintien du système après sa mort le 9 septembre 1976.

## Deng Xiaoping, chef suprême de la Chine

### La lutte de pouvoir avec Hua Guofeng
Après la mort de Mao Zedong, Deng Xiaoping se rend à Pékin en dehors de ses fonctions politiques. La lutte pour le pouvoir oppose alors Hua Guofeng, successeur désigné par Mao lui-même, et la bande des Quatre, le groupe des quatre chefs du Parti communiste, dont fait partie notamment l’épouse de Mao, Jiang Qing, qui a entrepris l’organisation de la Révolution culturelle.
Hua Guofeng arrête alors la bande des Quatre, dont les membres sont accusés des pires excès et des troubles de la Révolution culturelle. Ainsi, Hua semble consolider son pouvoir, et la bande des Quatre devient le bouc émissaire des mesures les plus radicales des dernières années du maoïsme. Cela permet à Hua de se présenter comme un véritable héritier et successeur de l’héritage du Président Mao.
Hua Guofeng semble avoir désormais tous les pouvoirs au sein du système institutionnel chinois. Cependant, sa promotion récente fait qu’il ne dispose que d’assez peu de partisans au sein du parti. À l’inverse, bon nombre des dirigeants ayant eu à souffrir de la Révolution culturelle soutiennent Deng Xiaoping, qui, de son exil volontaire dans la ville méridionale de Canton, travaille à son retour.
Il va y être aidé par certains de ses partisans, comme Zhao Ziyang, chef du Parti communiste dans le Sichuan, qui accroissent leur influence dans le parti grâce au succès des petites réformes économiques menées dans les zones rurales.
Mais surtout, le 7 février 1977, Hua rédige un éditorial proclamant que « quelles que soient les politiques soutenues par Mao, et quelles que soient les consignes données par Mao, elles devraient toujours être mises en application ». Banale quelques années plus tôt, cette politique dite des « deux imitations » ou des « deux quelles qu’elles soient » n’est plus acceptée. Il s’agissait pour « Hua Guofeng de montrer qu’il s’inscrivait dans l’héritage du Grand Timonier. Il n’avait pas prévu qu’il serait la cible de ceux qui pensaient que la Chine devait prendre ses distances avec les politiques maoïstes. Aussi l’article de Hua déclenche-t-il immédiatement un débat intense au sommet du parti sur le retour opportun ou non de Deng Xiaoping. [...] Alors que le fossé s’élargit entre les dirigeants victimes de la Révolution culturelle et ceux qui en ont profité, le soutien à Deng devient de plus en plus inévitable pour Hua Guofeng ».
Le 22 juillet 1977, lors de la troisième session plénière du dixième Congrès du Comité central du Parti communiste, Deng revient au gouvernement, assumant les charges de vice-Premier ministre, vice-président du Bureau politique du Comité central, vice-président de la Commission militaire et chef de l’Armée populaire de libération (11e Politburo du PCC).

### Ascension au pouvoir et réforme économique chinoise
Grâce à l’appui des autres chefs du parti qui ont déjà récupéré leurs positions officielles, en 1978, la montée au pouvoir de Deng est désormais inexorable.
Dès la fin 1978, lors de la « conférence de travail du parti » en préparation du plénum du Comité central, Hua est marginalisé. Mais sous l’influence du maréchal Ye Jianying, véritable « faiseur de roi » de la conférence, et qui « était persuadé que les erreurs du Grand Bond et de la Révolution culturelle avaient été causées par la concentration excessive du pouvoir entre les mains d’un seul homme [...] Deng accepte de renforcer la « direction collective » et de limiter la publicité donnée à une seule personne. [...] C’est ainsi que Deng Xiaoping prend le contrôle du PCC, sans aucune célébration publique, alors que Hua Guofeng garde ses titres formels à la tête du parti, du gouvernement et de l’armée ».
En septembre 1977, Deng propose pour la première fois l'idée de « Boluan Fanzheng » pour corriger les erreurs de la révolution culturelle,.Au cours du 3e plénum du 11e Comité central du PCC (12-18 décembre 1978), la victoire obtenue quelques jours plus tôt par Deng Xiaoping est officialisée. Il devient de facto le dirigeant de la Chine lorsque son idée de réforme économique est adoptée par le Parti. Afin d'affirmer sa position de leader, Deng Xiaoping, annonce publiquement son intention d’envahir le Viêt Nam le 12 février 1979 en envoyant 600 000 soldats pour raser méthodiquement les villes frontalières. Mais cette invasion est une défaite stratégique, car la Chine rencontre une résistance inattendue de la part du pays, malgré les 10 ans de guerre intense dont il sort à peine (1975).
En politique interne, Deng Xiaoping et ses proches ont critiqué Hua Guofeng pour avoir accumulé en même temps les postes de secrétaire du Comité central du PCC, secrétaire de la Commission militaire centrale et Premier ministre. Il sera démis de ces trois fonctions, mais lentement, entre 1980 et 1981 : « les dirigeants ne voulaient pas donner à l’opinion publique chinoise et au reste du monde l’impression d’une lutte de pouvoir incessante au sommet du pays ».
En fait, la politique chinoise des années suivantes est profondément marquée par les orientations définies dans le discours de Deng Xiaoping lors de cette réunion. Ses collaborateurs occupent des postes dans le Politburo, et Hua Guofeng, tout en conservant les trois postes de président du parti, de Premier ministre du Conseil d’État et président de la Commission militaire centrale, est relégué à des postes secondaires plus honorifiques que réellement opérationnels.

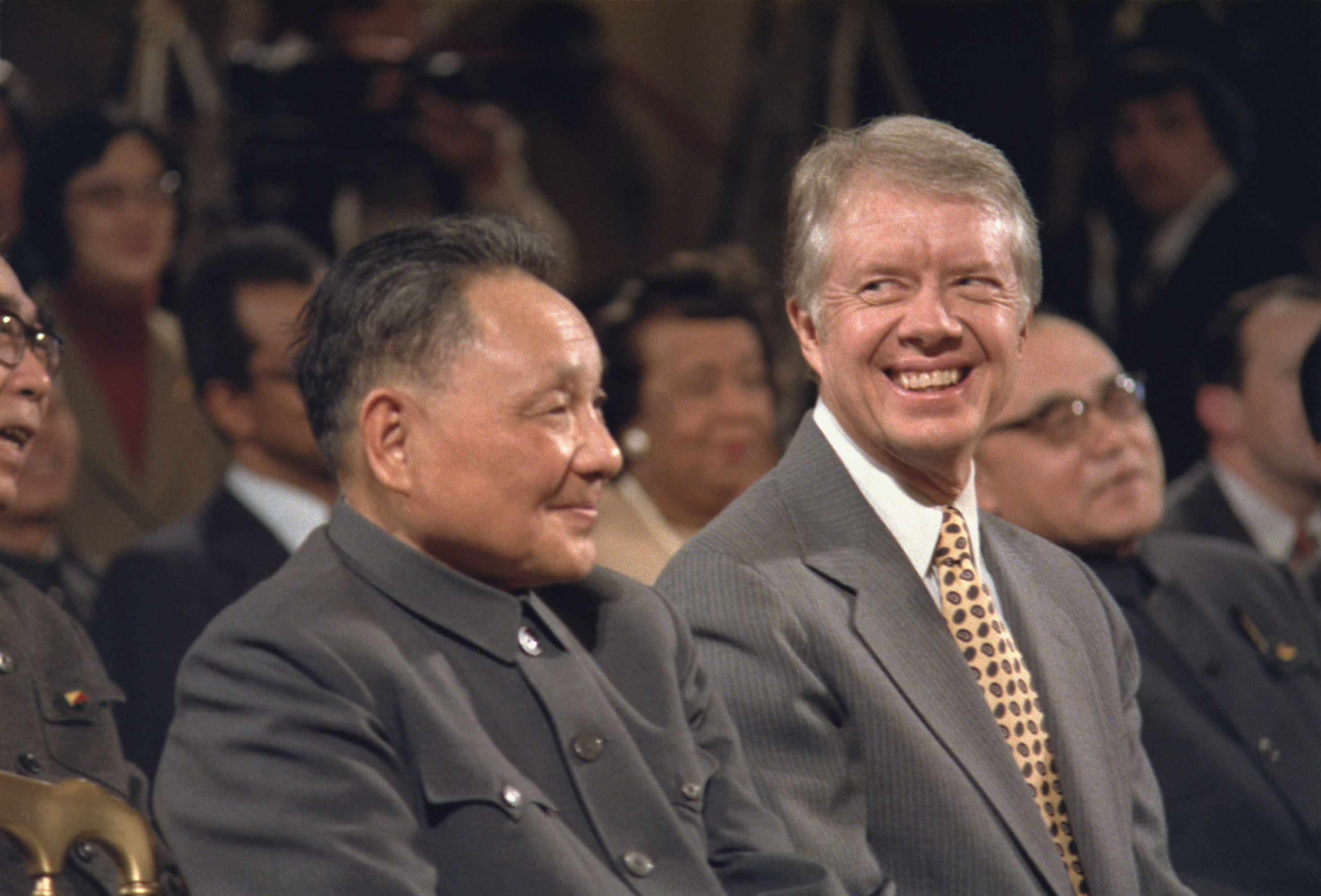
Deng Xiaoping avec le président américain Jimmy Carter, à Washington le 31 janvier 1979 lors de l’établissement des relations diplomatiques entre les États-Unis et la république populaire de Chine.

À partir de 1979, les réformes économiques d’inspiration libérale s’accélèrent, bien que la rhétorique de style communiste soit conservée. Deng a proposé les « Quatre Principes Fondamentaux » en mars 1979 pour délimiter les réformes. Le système des communes est progressivement démantelé et les paysans commencent à avoir plus de liberté pour gérer les terres qu’ils cultivent et vendre leurs produits sur les marchés. Dans le même temps, l’économie chinoise s’ouvre vers l’extérieur. Le 1er janvier de cette année, les États-Unis reconnaissent diplomatiquement la république populaire de Chine, délaissant les autorités de Taïwan. Les contacts commerciaux entre la Chine et l’Occident commencent à se développer. À la fin de 1978, l’entreprise aéronautique Boeing annonce la vente de plusieurs avions 747 aux compagnies aériennes de la RPC, et la compagnie de boissons Coca-Cola rend publique son intention d’ouvrir une usine de production à Shanghaï.

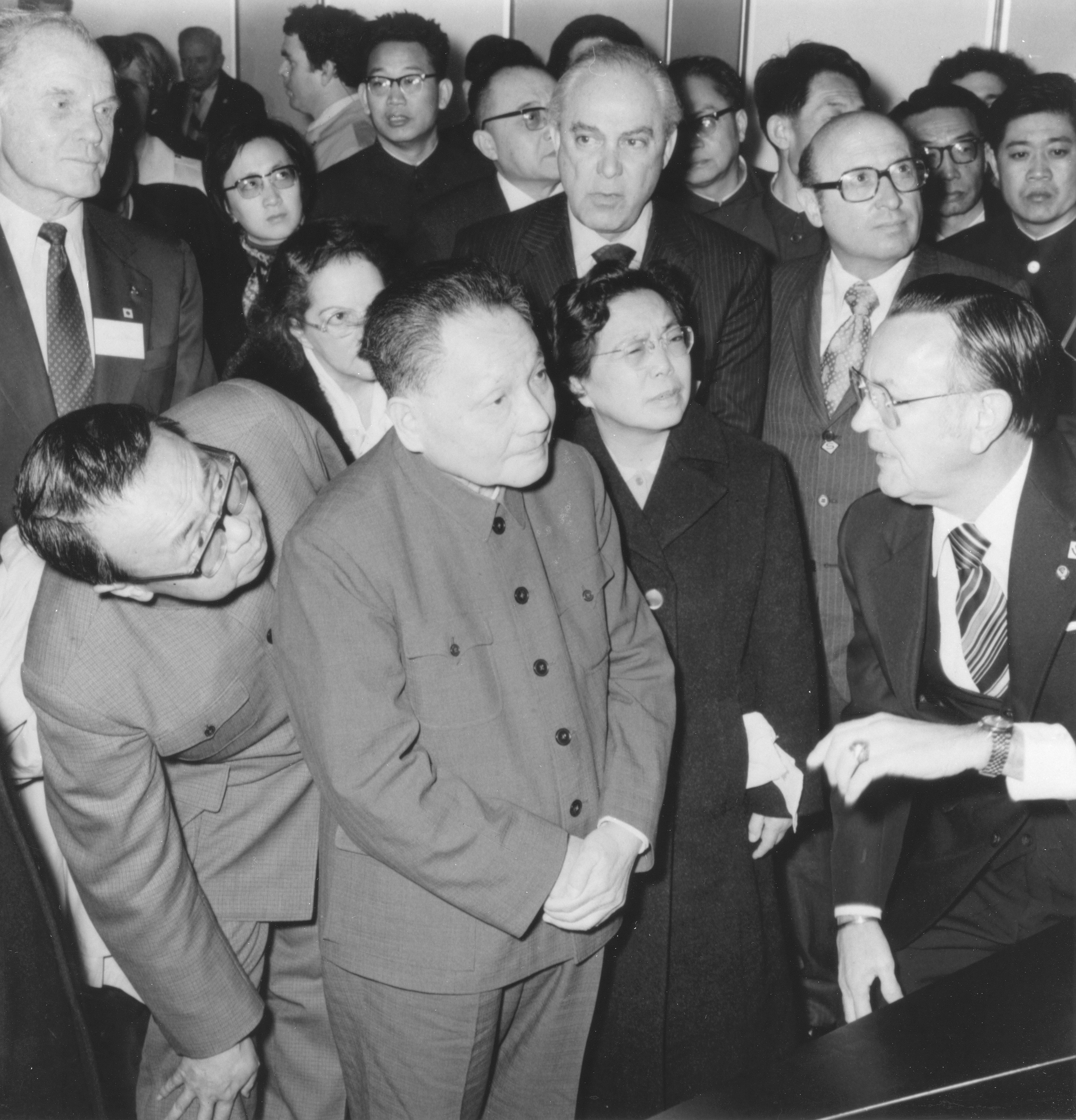
Deng Xiaoping (au centre) et son épouse Zhuo Lin (sur sa gauche) visitent le Centre spatial Lyndon B. Johnson de Houston le 2 février 1979. Le directeur du centre, Christopher Kraft (à droite) les accompagne durant la visite.

Au début de l’année 1979, Deng Xiaoping effectue une visite officielle aux États-Unis, au cours de laquelle il rencontre à Washington le président Jimmy Carter et plusieurs membres du Congrès. Selon Zbigniew Brzeziński, conseiller à la sécurité nationale de Carter, il aurait autorisé les États-Unis à installer une base servant au renseignement d’origine électromagnétique (SIGINT) en Chine, afin d’écouter l’URSS. Il visite ensuite le centre spatial de la NASA à Houston et le siège de Boeing et Coca-Cola, respectivement à Seattle et Atlanta. Par ces visites importantes et symboliques, Deng indique clairement que la priorité du nouveau régime chinois est le développement économique et technologique. Le message qu’il passe au peuple chinois est d’autant plus clair : « Il est bon de s’enrichir ».
Fidèle à sa fameuse citation tant critiquée en 1960, « Peu importe qu’un chat soit blanc ou noir, s’il attrape la souris, c’est un bon chat » (« 不管黑猫白猫，捉到老鼠就是好猫。 »), Deng Xiaoping prend les rênes du pouvoir avec ses plus proches collaborateurs : Zhao Ziyang remplace en 1980 Hua Guofeng au poste de Premier ministre et Hu Yaobang lui ravit le poste de président du parti en 1981. Suivant les recommandations de Zhou Enlai, Deng ambitionne de faire avancer les « Quatre Modernisations » (industrie et commerce, éducation, organisation militaire et agriculture) et met en place un plan ambitieux pour ouvrir et libéraliser l’économie chinoise. Le dernier poste de pouvoir occupé par Hua Guofeng, celui de président de la Commission militaire centrale, est repris par Deng Xiaoping lui-même en 1981. Il est alors membre du 12e Politburo du PCC.
Contrairement à Hua Guofeng, qui a cumulé les positions afin de démontrer son autorité, Deng ne conserve comme poste officiel que celui de président de la Commission militaire centrale, mais son rôle en tant que chef suprême de la république populaire de Chine ne fait aucun doute. La sécurité publique s'est détériorée à la suite de la Révolution culturelle et, en 1983, Deng lance une « campagne anti-criminalité » (ou campagne « Frapper fort »).
Pendant les années 1980, Deng dirige l’expansion de l’économie, tandis qu'en termes politiques, il prend en charge les négociations avec le Royaume-Uni pour la restitution de Hong Kong, en rencontrant personnellement la Premiere ministre britannique Margaret Thatcher. Le résultat de ces négociations est la déclaration sino-britannique conjointement signée le 19 décembre 1984, qui fixe la rétrocession du territoire de Hong Kong à 1997. Le gouvernement chinois accepte de respecter le système économique et les libertés individuelles de la colonie britannique de l’époque au cours des cinquante années qui suivront la rétrocession. Le Portugal, sous la pression des autorités chinoises décide également d’organiser le retour de sa colonie de Macao en 1999 avec un accord à peu près équivalent à celui obtenu pour Hong Kong. La récupération de ces deux territoires est fondée sur le principe politique formulé par Deng lui-même et qu’il appelle « un pays, deux systèmes ». Celui-ci renvoie à la coexistence, sous une même autorité politique de différents systèmes économiques, le communisme et le capitalisme. Bien que cette théorie soit appliquée au cas de Hong Kong et Macao, il semble que l’intention de Deng Xiaoping soit de présenter une option attrayante pour le peuple de Taïwan en vue du retour éventuel de l’île rebelle.
Sur le front économique, la croissance rapide fait face à plusieurs problèmes. Tout d’abord, le recensement de la population de 1982 révèle l’extraordinaire croissance démographique chinoise, qui dépasse maintenant le milliard. Deng Xiaoping lance des plans dans la continuité de ceux lancés par Hua Guofeng pour limiter cette croissance en appliquant la politique de l’enfant unique, selon laquelle la plupart des couples ne peut avoir plus d’un enfant sous peine de sanctions administratives et financières (perte d’emploi et importante taxe à payer pour le deuxième enfant né). En outre, l’augmentation de la liberté économique aboutit à davantage de liberté d’opinion et les critiques commencent à émerger, notamment avec le dissident Wei Jingsheng, qui invente le terme de « cinquième modernisation » pour faire référence à la démocratie, élément absent des plans de rénovation de Deng Xiaoping. À la fin des années 1980, le mécontentement contre l’autoritarisme et les inégalités croissantes provoque la plus grande crise subie par Deng Xiaoping.

### Manifestations de 1989
La mort de Hu Yaobang le 15 avril 1989, un réformateur qui avait été écarté du pouvoir deux ans auparavant, suscite dans le pays d'énormes rassemblements funèbres. Place Tian’anmen à Pékin, la manifestation d'hommage se transforme lentement en manifestation politique, rassemblant notamment de jeunes étudiants qui réclament plus de libertés et la démission d'importants dignitaires conservateurs, comme le Premier ministre Li Peng. Les manifestations s’intensifient et, le 20 mai, la loi martiale est décrétée. Cependant, les manifestants ne quittent pas la place, ce qui conduit à une scission au sein du Bureau politique du Parti communiste. D’une part, les réformistes comme Zhao Ziyang avancent la possibilité d’un dialogue, tandis que le Premier ministre Li Peng préconise le recours à l’armée pour évacuer la place et mettre fin au mouvement. Bien que peu d’informations sur les détails du débat au sein du parti aient filtré, des informations révélées dans les années 2000 semblent confirmer que Deng Xiaoping ait hésité pendant un certain temps entre les deux possibilités, avant de donner finalement raison à Li Peng et d'autoriser l’usage de la force, le 4 juin.
Deng Xiaoping est nommément désigné comme le principal responsable de la répression qui s’est abattue sur les étudiants dans les mémoires posthumes de l’ancien secrétaire général du Parti Zhao Ziyang, enregistrés clandestinement sur des cassettes audio alors qu’il était assigné à résidence, et publiées en mai 2009. Selon Zhao, la décision de faire intervenir l’armée contre les manifestants aurait pu être évitée, n’eussent été les machinations de l’aile dure des conservateurs comme Li, du maire de Pékin Chen Xitong, et du vice-Premier ministre Yao Yilin, ajoutées à la paranoïa de Deng Xiaoping, angoissé à l’idée de perdre le pouvoir.

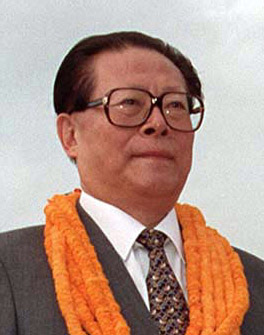
Jiang Zemin.

La répression violente des manifestations entraîne un nombre indéterminé de victimes, oscillant entre 400 et plusieurs milliers de morts selon les sources. Zhao Ziyang, jusque-là considéré comme le successeur naturel de Deng Xiaoping, est évincé et passera le reste de sa vie en résidence surveillée, tandis que le camp conservateur, dirigé par Li Peng, sort renforcé des événements. Cependant, Deng Xiaoping choisit de ne pas désigner Li Peng comme successeur. Il fait appel au maire de Shanghaï, Jiang Zemin, qui a réussi à maintenir l’ordre public lors des manifestations dans sa ville. Deng le désigne comme successeur au Bureau politique et lui cède son poste de président de la Commission militaire centrale.
Ce choix de Jiang Zemin à la place de Li Peng témoigne de la méfiance de Deng envers le conservatisme de Li en matière économique. Ayant écarté le réformiste Zhao Ziyang pour sa faiblesse devant les manifestations, adoptant ainsi une ligne dure dans le domaine politique, Deng n’était cependant pas prêt à sacrifier les réformes économiques.
Par ailleurs, le dalaï-lama demanda à Lodi Gyari Rinpoché, après la répression de Tiananmen, de rédiger une déclaration soutenant les étudiants au nom de la démocratie et des droits de l'homme et rejetant la violence, au risque de compromettre les négociations tibéto-chinoises. Deng Xiaoping aurait pris cet affront personnellement et ne lui aurait jamais pardonné,.

### L'«Inspection du sud» et l’expansion économique
Bien qu’ayant quitté ses fonctions en 1989, laissant à son protégé Jiang Zemin la gestion quotidienne de la politique, Deng Xiaoping continue à exercer des fonctions en coulisses. Alors que l’aile conservatrice du parti représentée par Li Peng veut freiner la libéralisation et même revenir à un plus grand contrôle de l’État sur l’économie, Deng impose son point de vue et la libéralisation économique se poursuit.
Le développement économique, entravé par l’incertitude politique et l’isolement international qui a frappé la Chine après la répression violente des manifestations de la place Tian’anmen, est relancé par la fameuse « Inspection du Sud » ou « Voyage vers le sud »(南巡 Nan Xun). Au printemps 1992, à l’âge de 88 ans, Deng Xiaoping surprend les médias de Chine et du monde lors de plusieurs visites dans les villes de Canton, Shenzhen et Zhuhai, outre Shanghaï, pendant lesquelles il prononce des discours annonçant la poursuite et l’approfondissement des réformes. Il confirme ainsi aux yeux du monde la pérennité de l’ouverture économique. Celle-ci se traduira par une accélération sans précédent de la croissance économique et des investissements étrangers en Chine pendant les années 1990.

## Mort de Deng Xiaoping

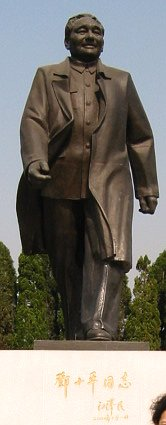
Statue de Deng Xiaoping, dans le parc de Shenzhen surplombant la ville.

Deng Xiaoping s’éteint le 19 février 1997, à l’âge de 92 ans, des suites d’une infection aux poumons et de la maladie de Parkinson.
Ses funérailles ont lieu le 24 février 1997. Un grand hommage lui est rendu. Même s’il n’est plus au pouvoir depuis des années, il reste considéré comme un des dirigeants de la république populaire de Chine. Le Gouvernement central le décrit comme un « grand marxiste, un grand révolutionnaire du Prolétariat, un homme d’État, militaire, diplomate ; un des plus grands dirigeants du Parti communiste chinois, de l’Armée de libération populaire et de la république populaire de Chine ; le grand architecte de l’ouverture et la construction moderne de la Chine, le fondateur de la théorie de Deng Xiaoping ». Les drapeaux restent en berne pendant plus d’une semaine. Deng est incinéré et ses cendres dispersées en mer, selon ses volontés.
De nombreux dirigeants étrangers lui rendent hommage. Ainsi le président français Jacques Chirac écrit-il au président chinois Jiang Zemin : « Deng Xiaoping restera dans l’histoire comme le principal artisan des transformations que la Chine connaît depuis près de vingt ans, et dont j’ai pu mesurer l’ampleur lors de mes voyages en 1978 et en 1991 ». Kofi Annan appelle la communauté internationale à se souvenir de Deng comme le « principal architecte de la modernisation de la Chine et de son formidable développement économique ». John Major, alors Premier ministre de la Grande-Bretagne, souligne le rôle majeur qu’a tenu Deng Xiaoping lors du retour de Hong Kong à la république populaire de Chine. Le président de la république de Chine (Taïwan) présente ses condoléances. Le 14e Dalaï Lama exprime lui aussi ses regrets, déclarant qu’il « prie pour qu’il ait une bonne réincarnation et souhaite offrir ses condoléances aux membres de sa famille. Ayant rencontré Deng Xiaoping à plusieurs reprises, je le connaissais comme quelqu’un ayant une forte personnalité, qui finissait ce qu’il avait commencé. Je regrette donc que Deng Xiaoping n’ait pas réussi à régler le problème tibétain de son vivant. En tant que dirigeant du système totalitaire du Parti communiste, il a inévitablement commis des erreurs, parce que pris au piège du système qu’il incarnait ». Il faut en effet rappeler qu’en 1979, Deng Xiaoping a proposé qu’à l’exception de l’indépendance, les autres problèmes concernant le Tibet, puissent être tous résolus par la négociation, ce qui avait influencé le Dalaï Lama dans sa renonciation à l’indépendance du Tibet. En novembre 2008, les autorités chinoises ont affirmé que Deng Xiaoping n’avait pas prononcé cette phrase, bien que d’autres dirigeants chinois comme Li Peng aient tenu des propos similaires à ceux de Deng Xiaoping.

## Héritage politique et historique

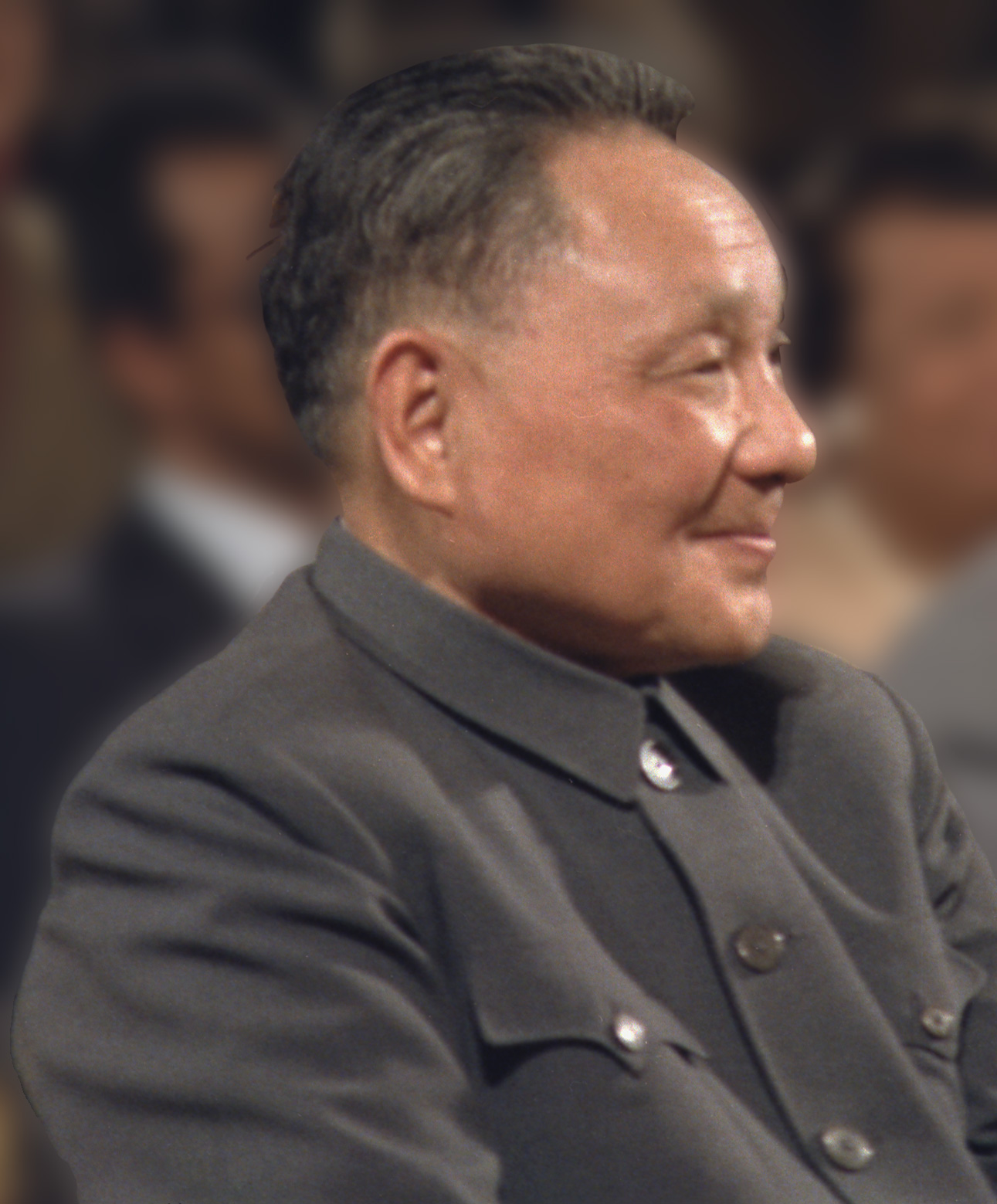
Deng Xiaoping en visite à la Maison Blanche en 1979

Malgré son âge avancé, jusqu’à sa mort, Deng Xiaoping est considéré comme le chef suprême de la Chine. Après sa mort, le Parti communiste chinois a suivi les politiques mises en place par Deng. Son successeur, Jiang Zemin, remettra plus tard le pouvoir à un dirigeant également proche de Deng Xiaoping, Hu Jintao.
Liu Xiaobo considère qu’au sein même du PCC, au cours des années 1980, est apparue une « faction réformatrice éclairée », disposant du pouvoir de décision, qui préconisait la mise en œuvre des réformes politique et économique au même rythme. Les deux secrétaires généraux « éclairés » du PCC, Hu Yaobang et Zhao Ziyang, agirent en fonction de la volonté du peuple chinois, ils marginalisèrent la faction conservatrice et mirent fin aux courants gauchistes. Ils proposèrent un début de démocratisation politique. Mais ce mouvement démocratique n’était pas mûr et n’a pas fait preuve de la résolution et de l’habileté politique nécessaires. La faction des durs du parti, représentée par Deng Xiaoping, élimina les membres de la faction éclairée, désignés comme traîtres.
Selon ses partisans, sous la houlette de Deng Xiaoping, la Chine, avec plus d’un milliard d’habitants, a commencé une ère de développement économique telle qu’elle n’en avait jamais connue. La politique de Deng a permis à des centaines de millions de Chinois de sortir de la pauvreté et a placé la république sur les rails qui en font aujourd’hui la seconde puissance du monde.
Malgré ces réussites, Deng Xiaoping a été critiqué pour sa manière autoritaire de gouverner et pour son rôle dans l’utilisation de la force contre des manifestants sur la place Tian’anmen le 4 juin 1989. Toutefois, certains analystes[Qui ?] estiment que le style de gouvernement de Deng Xiaoping était beaucoup plus humain et altruiste que celui de son prédécesseur Mao Zedong. Contrairement à Mao, Deng n’a pas favorisé le culte de la personnalité et la répression des libertés, par comparaison à l'ère maoïste, était beaucoup plus faible[réf. nécessaire].
Deng Xiaoping a également été critiqué par des analystes marxistes pour son abandon de l’orthodoxie communiste et l’introduction de politiques économiques capitalistes, qui seraient responsables des profondes inégalités économiques et sociales que connaîtrait la Chine aujourd’hui. Sa citation, à partir d'un adage de sa province natale, "Peu importe qu'un chat soit blanc ou noir du moment qu'il attrape des souris" (en 1962, reprise dans la section Citations) résume bien la volonté de Deng Xiaoping a proposer une évolution des politiques du Parti vers des modernisations, et vers les "Réformes et Ouvertures" à partir de 1978.
Si sa mort ne suscita pas la vague d'émotion populaire que celle du Grand Timonier avait déclenchée, son successeur, ayant pris le pouvoir dans une Chine affaiblie et agitée, aura su poser les bases d'une Chine qui est devenue une superpuissance moins d'un quart de siècle après son décès.

## Thèse de son implication dans la mort du10epanchen-lama
En octobre 2013, Yuan Hongbing et Namloyak Dhungser publient un livre sur la mort du 10e panchen-lama, dans lequel les auteurs dévoilent le complot de l’assassinat par le Parti communiste chinois (PCC) du 10e panchen-lama. Le livre décrit comment Deng Xiaoping et d’autres oligarques, membres fondateurs du PCC, ont pris la décision d’assassiner par empoisonnement le 10e panchen-lama, et ce sous la direction de Hu Jintao et Wen Jiabao, et la mise en œuvre de Meng Hongwei, Hu Chunhua et Zhou Meizhen.

## Citations
« Peu importe qu’un chat soit blanc ou noir, s’il attrape la souris, c’est un bon chat. »

— en chinois「不管白猫、黑猫，逮住老鼠就是好猫。」, 1962, dans un discours lors d'une réunion du Secrétariat du Bureau politique du Parti.

« Lorsqu'on ouvre la fenêtre pour changer l’air, l’air frais pénètre, ainsi que les mouches. »

— en chinois「打开窗户，新鲜空气和苍蝇就会一起进来。」Une citation qui date du début des années 1980, elle fut abondamment utilisée après sa mort pour expliquer de manière idéologique le projet du bouclier doré, « le grand pare-feu de Chine », un projet de surveillance et de censure géré par le ministère de la Sécurité publique de la république populaire de Chine entre 1998 et 2003.

## Famille
Deng Pufang (né en 1944), premier fils de Deng Xiaoping, assurera à plusieurs reprises la présidence de la fédération chinoise des handicapés. Pendant la Révolution culturelle, à la suite d’un accident provoqué par les gardes rouges, Deng Pufang deviendra paraplégique.
Deng Nan (née en 1945), sa seconde fille, a été ministre des Sciences et des technologies de la république populaire de Chine entre 1998 et 2004.
En 2013, son petit-fils, Deng Zhuodi, né aux États-Unis et diplômé de l’université Duke en Caroline du Nord, est désigné, à l’âge de 28 ans, comme responsable dans un secteur rural de la province du Guangxi.
Plusieurs membres de la famille Deng possèdent des intérêts à Hong Kong.

## Sources
- (es) Cet article est partiellement ou en totalité issu de l’article de Wikipédia en espagnol intitulé « Deng Xiaoping » (voir la liste des auteurs).
- Alain Roux, La Chine au XXe siècle, Paris, Armand Colin, coll. « Campus histoire », 2003, 192 p. (ISBN 978-2-200-26579-3), p. 115.
- Spence, Jonathan D., « A Road is Made. » In The Search for Modern China. 310. New York, NY: W.W. Norton & Company, 1999.
- Spence, Jonathan D. « Century's End. » In The Search for Modern China. 725. New York, NY: W.W. Norton & Company, 1999.

### Filmographie
- (fr) Deng Xiaoping, film documentaire de Thibaut d’Oiron, France, 2001, 52 min.